# Richard van Wallingford

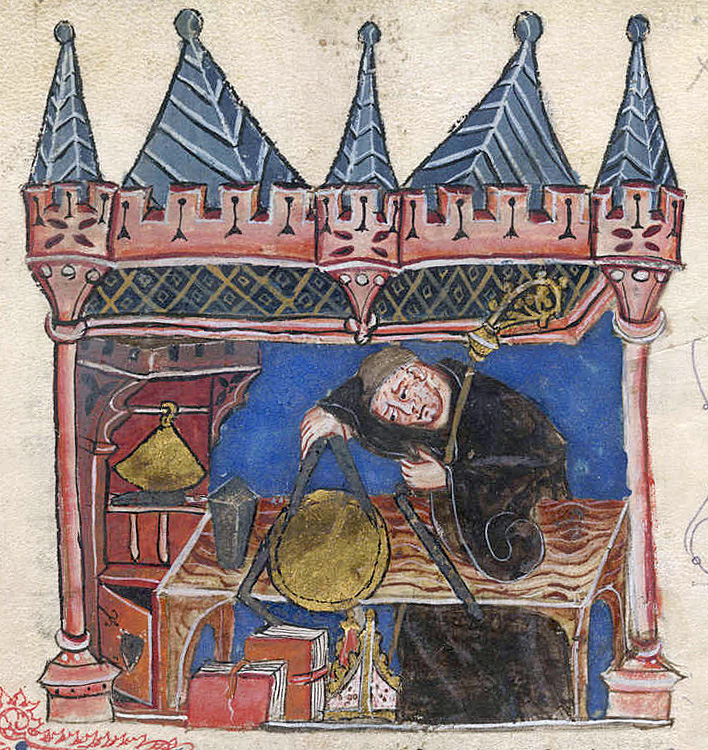
Richard van Wallingford in de weer met zijn klok in een veertiende-eeuwse miniatuur.

Richard van Wallingford (Wallingford, Oxfordshire, 1292 - St Albans, 1336) was een 14e-eeuws Engels wiskundige die belangrijke bijdragen leverde aan de astrologie en de tijdmeting, terwijl hij als abt diende in de abdij van St Albans in Hertfordshire.
Richard werd als zoon van een smid geboren in Wallingford in het toenmalige graafschap Berkshire, thans Oxfordshire. Op tienjarige leeftijd wees geworden werd hij in zijn opvoeding ondersteund door William de Kirkeby, de prior van de priorij van Wallingford. Richard studeerde daarna zes jaar aan de universiteit van Oxford, voordat hij vervolgens monnik in St Albans werd. Na daar drie jaar te hebben doorgebracht, studeerde hij nog een verdere negen jaar in Oxford. In 1326 werd hij gekozen tot abt van St Albans.
Richard van Wallingford is het meest bekend door zijn astronomische klok, die hij ontwierp, terwijl hij abt was. Deze klok wordt beschreven in de Tractatus Horologii Astronomici (1327). De klok werd ongeveer 20 jaar na de dood van Richard door William van Walsham voltooid, maar werd naar het zich laat aanzien verwoest tijdens de door Hendrik VIII in gang gezette reformatie en de ontbinding van de abdij van Saint Albans in 1539.
Zijn klok was zo goed als zeker het meest complexe klokmechanisme dat op dat moment op de Britse eilanden bestond, en een van de meest geavanceerde, waar dan ook ter wereld. Het enige andere klokachtige mechanisme van vergelijkbare complexiteit, dat in de veertiende eeuw is gedocumenteerd, is het astrarium van Giovanni de Dondi. 

## Nabootsingen
Op basis van de 14e-eeuwse literaire bewijs hebben een aantal geleerden in de geschiedenis van de horlogerie in de twintigste eeuw geprobeerd om Richard van Wallingfords klok na te bouwen. De bekendste van deze pogingen is door "Haward Horological" en werd vele jaren tentoongesteld in het Time Museum (nu verdwenen) in Rockford in de Amerikaanse staat Illinois; een andere werd door Eric Watson gebouwd en is nu te bezichtigen in het Museum van Wallingford en ten slotte bevindt zich een nabootsing uit 1988 in de kathedraal van St Albans.
Richard ontwierp en construeerde ook een berekeningsapparaat, dat bekendstaat als een equatorium. Hij noemde dit apparaat Albion. Het kon gebruikt worden voor astronomische berekeningen, zoals lunaire, solaire en planetaire lengtegraden en kon verduisteringen voorspellen. De werking wordt beschreven in de Tractatus Albionis. Hij publiceerde andere werken over de trigonometrie, hemelmechanica en astrologie. Ook verschenen van zijn hand verschillende theologische werken.
Richard leed aan melaatsheid (hoewel het misschien ook scrofulose of tuberculose kan zijn geweest). Deze ziekte liep hij op toen hij na tot abt van de abdij van Sint Albans te zijn benoemd naar Avignon reisde om zijn benoeming daar door de paus te laten bevestigen. Hij stierf in 1336 in St Albans.
- Bibliothèque nationale de France: cb12128305h (data)
- CiNii: DA08448563
- Gemeinsame Normdatei: 100959393
- International Standard Name Identifier: 0000 0001 1740 0834
- Library of Congress Control Number: no2005043260
- Nationale Bibliotheek van Israël: 987007436738605171
- Nederlandse Thesaurus van Auteursnamen: 067469140
- LIBRIS: 197934
- Système universitaire de documentation: 085766836
- Virtual International Authority File: 7424114
- WorldCat: E39PBJwMHvTxhFgjyyTDqyVcT3